# Jim McDaniels
James Ronald McDaniels, detto Jim (Scottsville, 2 aprile 1948 – Bowling Green, 6 settembre 2017), è stato un cestista statunitense, professionista nella ABA, nella NBA e in Italia.

## Carriera
Venne selezionato dai Seattle SuperSonics al secondo giro del Draft NBA 1971 (23ª scelta assoluta) e come prima scelta nel Draft ABA 1971 dai Dallas Chaparrals: scelse di giocare in ABA.
Iniziò la sua carriera in ABA con i Carolina Cougars che gli avevano proposto un contratto da 1,35 milioni di dollari da corrispondergli in 25 anni: nelle prime 58 partite giocate aveva totalizzato 26,8 punti e 14 rimbalzi di media a partita e dopo essere stato votato per l'All-Star Game 1972 ne fu il miglior marcatore con 24 punti e 11 rimbalzi.
Dopo diversi scontri con la società sul proprio compenso e sulla durata del contratto, prima del termine della stagione decise di firmare con i Seattle SuperSonics in NBA che già avevano ingaggiato l'anno prima da un'altra squadra ABA in modo controverso Spencer Haywood.
Nonostante alcune ottime prove, McDaniels faticò a trovare continuità e a ripetere le grandi prestazioni fatte registrare in ABA, distratto anche dalle cause legali per le violazioni contrattuali nei confronti dei Carolina Cougars.
Dopo due stagioni in cui prevalentemente entrava dalla panchina nel 1974 venne rilasciato dall'allenatore e general manager dei SuperSonics Bill Russell e venne a giocare in Italia alla Snaidero Udine per la stagione 1974-1975.
La stagione successiva tornò in NBA ai Lakers dove disputò 35 partite per poi a febbraio tornare in ABA ai Kentucky Colonels campioni in carica, che avevano venduto in estate Dan Issel, dove diede il suo contributo dalla panchina e disputò per l'unica volta in carriera i playoff perdendo in semifinale in gara 7 contro i Denver Nuggets.
In seguito tornò in NBA nella stagione 1977-1978 con i Buffalo Braves dove giocavano tanti ex giocatori ABA come Billy Knight, Swen Nater, Marvin Barnes, Wil Jones, Bird Averitt, Ted McClain; dopo aver disputato la sua ultima partita il 31 gennaio 1978, in estate torna in Italia firmando con la squadra della Hurlingham Trieste ma dopo un grave infortunio nel precampionato decise di ritirarsi a 30 anni.
Con gli Stati Uniti disputò le Universiadi di Torino 1970.

## Statistiche

### ABA-NBA

#### Regular season
| Anno            | Squadra                 | PG  | PT | MP   | TC%  | 3P% | TL%   | RP   | AP  | PRP | SP  | PP   |
| --------------- | ----------------------- | --- | -- | ---- | ---- | --- | ----- | ---- | --- | --- | --- | ---- |
| 1971-1972       | Carolina Cougars (ABA)  | 58  |    | 37,4 | 51,6 | 0,0 | 72,2  | 14,0 | 1,7 |     |     | 26,8 |
| 1971-1972       | Seattle S.Sonics (NBA)  | 12  |    | 19,6 | 41,5 |     | 61,1  | 6,8  | 0,8 |     |     | 9,4  |
| 1972-1973       | Seattle S.Sonics        | 68  |    | 16,1 | 39,9 |     | 70,0  | 5,1  | 1,1 |     |     | 5,6  |
| 1973-1974       | Seattle S.Sonics        | 27  |    | 16,3 | 36,4 |     | 53,5  | 4,7  | 0,9 | 0,3 | 0,6 | 5,5  |
| 1975-1976       | L.A. Lakers (NBA)       | 35  |    | 6,9  | 40,2 |     | 100,0 | 2,1  | 0,4 | 0,1 | 0,3 | 2,6  |
| 1975-1976       | Kentucky Colonels (ABA) | 29  |    | 12,6 | 47,3 | 0,0 | 82,1  | 4,3  | 0,7 | 0,3 | 0,6 | 6,2  |
| 1977-1978       | Buffalo Braves (NBA)    | 42  |    | 16,5 | 42,7 |     | 85,7  | 4,3  | 1,0 | 0,1 | 0,9 | 5,6  |
| Carriera ABA    | Carriera ABA            | 87  |    | 29,2 | 51,1 | 0,0 | 73,0  | 10,8 | 1,4 | 0,3 | 0,6 | 19,9 |
| Carriera NBA    | Carriera NBA            | 184 |    | 14,7 | 40,2 |     | 70,3  | 4,4  | 0,9 | 0,1 | 0,6 | 5,3  |
| Carriera Totale | Carriera Totale         | 271 |    | 19,3 | 46,6 |     | 72,0  | 6,5  | 1,1 | 0,2 | 0,6 | 10,0 |

#### Massimi in carriera
Regular Season
- Massimo di punti in ABA: 45 (2 volte)
- Massimo di punti in NBA: 29 vs Milwaukee Bucks (14 ottobre 1973)
- Massimo di rimbalzi in ABA: 26 vs Virginia Squires (7 gennaio 1972)
- Massimo di rimbalzi in NBA: 18 (2 volte)
- Massimo di assist in ABA: 5 (2 volte)
- Massimo di assist in NBA: 5 (2 volte)
- Massimo di palle rubate in NBA: 2 vs Chicago Bulls (19 dicembre 1975)*
- Massimo di stoppate in NBA: 3 (2 volte)*

(* tenendo conto dei dati al momento disponibili e che le statistiche di queste categorie vennero registrate sistematicamente solo dalla stagione NBA 1973-1974)

#### Play-off
| Anno         | Squadra                 | PG | PT | MP  | TC%  | 3P% | TL%  | RP  | AP  | PRP | SP  | PP  |
| ------------ | ----------------------- | -- | -- | --- | ---- | --- | ---- | --- | --- | --- | --- | --- |
| 1976         | Kentucky Colonels (ABA) | 10 |    | 9,8 | 46,3 | 0,0 | 57,1 | 3,5 | 0,5 | 0,3 | 0,5 | 4,2 |
| Carriera ABA | Carriera ABA            | 10 |    | 9,8 | 46,3 | 0,0 | 57,1 | 3,5 | 0,5 | 0,3 | 0,5 | 4,2 |

#### Massimi in carriera
Play-off
- Massimo di punti in ABA: 19 vs Denver Nuggets (17 aprile 1976)
- Massimo di rimbalzi in ABA: 11 vs Denver Nuggets (17 aprile 1976)
- Massimo di assist in ABA: 2 (2 volte)

## Palmarès
- NCAA AP All-America First Team (1971)
- ABA All-Star Game: 1

1972